# Carl Albin Böhmert
Carl Albin Böhmert, normiert auch Karl Böhmert (* 8. Oktober 1869 in Dresden; † 24. April 1946 ebenda), war ein deutscher Kunstmaler und Heraldiker.

## Leben und Wirken
Er war der Sohn des Schneidermeisters Carl Theodor Böhmert aus Dresden und schlug nach dem Schulbesuch eine künstlerische Laufbahn zum Kunstmaler ein. Als solcher ließ er sich in Neugruna (1901 nach Dresden eingemeindet) nieder. Er schuf u. a. Hunderte von Entwürfen für Wappen deutscher Bürgerfamilien. In seinen letzten Lebensjahren galt seine Hauptbetätigung der Umgestaltung der sächsischen Stadt- und Gemeindewappen, die auf Anregung des Heimatwerkes Sachsen und in enger Verbindung mit dem Hauptstaatsarchiv Dresden durchgeführt worden ist.
Böhmert galt als feinsinniger Aquarellist des Elbsandsteingebirges, dem sein Hauptaugenmerk bei seinen Landschaftsbildern galt.
Seit 1899 war er verheiratet mit Martha (1877–1963), einer Tochter des Direktors der Dresdner Turnlehrerbildungsanstalt Woldemar Bier (1840–1906).